# Káhirská husa
Káhirská husa, či Husa z Káhiry (v italském originále L'oca del Cairo, KV 422) je nedokončená opera Wolfganga Amadea Mozarta z roku 1783.

## Historie
Po opeře Únos ze serailu si hrabě František Xaver Orsini-Rosenberg ve Vídni u Mozarta objednal hudbu k nové opeře, která by reflektovala rysy italské komediální "opery buffa". Mozart začal přemýšlet o obsahu a napsal několik prvních hudebních náčrtů, avšak v říjnu 1783 práci na partituře náhle přerušil a už se k ní nikdy nevrátil.
Nejpravděpodobnější příčinou, pro kterou Mozart přerušil práci na Káhirské huse bylo, že neobdržel dostatek peněz na financování projektu.